# Beaver (Oklahoma)
Beaver é uma cidade localizada no estado norte-americano de Oklahoma, no Condado de Beaver.

## Demografia
Segundo o censo norte-americano de 2000, a sua população era de 1570 habitantes. 
Em 2006, foi estimada uma população de 1398, um decréscimo de 172 (-11.0%).

## Geografia
De acordo com o United States Census Bureau tem uma área de 
3,0 km², dos quais 3,0 km² cobertos por terra e 0,0 km² cobertos por água. Beaver localiza-se a aproximadamente 282 m acima do nível do mar.

## Localidades na vizinhança
O diagrama seguinte representa as localidades num raio de 44 km ao redor de Beaver. 